# 毛枝雀尾蘚
毛枝雀尾蘚（学名：Lopidium trichocladon）为塔蘚科雀尾蘚屬下的一个种。